# Dominik Prokop
Dominik Prokop est un footballeur autrichien né le 2 juin 1997 à Vienne. Il joue au poste de milieu offensif au HNK Gorica.

## Biographie

### En club
Formé à l'Austria Vienne, Il joue son premier match pro le 10 avril 2016 contre le SV Grödig au Stade Franz-Horr en entrant à la place de Raphael Holzhauser. Le 14 juillet 2016, il joue en Ligue Europa contre le club albanais du FK Kukës (vicotre 1-0). Il marque son premier but le 20 octobre 2016 en phase de groupes de la Ligue Europa contre l'AS Rome (match nul 3-3).
Le 11 décembre 2020, libre de tout contrat après quinze ans passés à l'Austria Vienne, il s'engage pour une saison en faveur du SV Wehen Wiesbaden, qui évolue en troisième division allemande.

## Palmarès
Vierge